# روس دوسن
روس داوسون (1962-)، هو كاتب أسترالي، ورجل أعمال، ووسيط أسهم سابق. اشتهر داوسون بكتابه "الشبكات الحية" الصادر عام 2002، حيث أسس مركز أبحاث (شبكة استكشاف المستقبل)، ويقدم خدمات استشارية بشأن العقود الآجلة الرقمية لمنظمات بارزة بما في ذلك إرنست آند يونغ، وبنك ماكواري، ومايكروسوفت، ونيوز كورب.

## وصلات خارجية
- الموقع الرسمي